# No em demanis que et faci un petó perquè te'l faré
No em demanis que et faci un petó perquè te'l faré (títol original en castellà No me pidas que te bese porque te besaré) és una pel·lícula del director de cinema i guionista català Albert Espinosa, estrenada el 3 d'octubre del 2008. És la primera pel·lícula que dirigeix l'autor.

## Argument
2008, a l'Albert (Eloy Azorín) li falten cinc dies per casar-se amb Helena (Teresa Hurtado de Ory) i l'assalten els dubtes. Decideix apuntar-se a un curs de guitarra, però les places estan esgotades per la qual cosa decideix cursar-ne un per a persones amb diversitat funcional -Espinosa rebutja el terme: ell prefereix parlar d'especials - impartit per Javier (Roberto Enríquez), on trobarà el seu refugi per amagar-se de la seva xicota i li permetrà conèixer als seus companys, Ekaitz (Pablo Rivero), Pol (Jan Cornet), Andreu (Andreu Rifé), Marcos (Golan Josef) i Carol (Rebeca Comerma) que són tan especials, que no només l'ajudaran a compondre una cançó, sinó que a més el faran plantejar-se el que és realment important en la seva vida.

## Repartiment
- Eloy Azorín (Albert)
- Albert Espinosa (David)
- Teresa Hurtado de Ory (Helena)
- Roberto Enríquez (Javier)
- Pablo Rivero (Ekaitz)
- Jan Cornet (Pol)
- Rebeca Comerma (Carol)
- Andreu Rifé (Andrés)
- Golan Yosef (Marcos)

## Adaptació de l'obra de teatre
- No em demanis que et besi, perquè et besaré (teatre; estrenada a la sala de teatre alternatiu Tantarantana de Barcelona el gener de 2004). Es va mantenir durant 3 anys a la cartellera a Barcelona i cinc teatres diferents.
- El club de les palles (teatre; estrenada en el Teatre Nacional de Catalunya el març de 2004).

Dirigida per Toni Casares i interpretada per Mireia Aixalà, Albert Espinosa i Sergio Caballero.

## Premis i nominacions
- Nominada a 4 premis Gaudí: Millor pel·lícula, so, actriu secundària i guió.
- Guanyadora del Premi Barcelona al millor guió.
- Guanyadora del premi al Millor guió del Festival d'Alcoi.
- Guanyadora del premi a la millor pel·lícula del Festival de Tudela.

## Crítica
- "Espinosa aconsegueix anar desarticulant tot prejudici i tota resistència fins a guanyar el pols. (...) amb les seves virtuts, els seus defectes i, sobretot, aquesta poca vergonya reciclada en virtut, pot contenir certes propietats benèfiques per a tot espectador[4]